# プランタ・ソラール10
プランタ・ソラール10（スペイン語、Planta Solar 10）は、スペイン・アンダルシア州セビリア県サンルーカル・ラ・マヨルにある太陽熱発電所。タワー式の太陽熱発電所で商業運用されたものとしては世界初の施設である。なお、名称に「10」と付くものの、定格出力は11 MWである。参考までに、スペイン語でPlantaは「工場設備」を意味し、Solarは「太陽の」を意味し、略称でPS10と呼ばれることもある。また、英語圏では「PS10 solar power plant」すなわち「PS10太陽熱発電所」といった呼ばれ方もしている。

## 地理・気象条件
プランタ・ソラール10は、スペイン・アンダルシア州の州都セビリアから西に約20 kmの場所に立地している。この辺りは比較的乾燥した地域で、特に夏は乾燥しており、降雨は冬に集中する地域である。プランタ・ソラール10では、少なくとも1日当たり9時間の日照が年間320日ほど得られ、さらに、夏至の頃に至っては1日当たり15時間の日照が得られる。このような好条件もあり、この付近では次々と太陽熱発電所が増設された。例えば、2009年にはプランタ・ソラール10の改良型に当たり、基本的な発電の仕方は同様であるプランタ・ソラール20が運転を開始した

。
さらに、2010年にはパラボラトラフ式のソルノバ太陽熱発電所も一部が運転を開始した。

## 設備

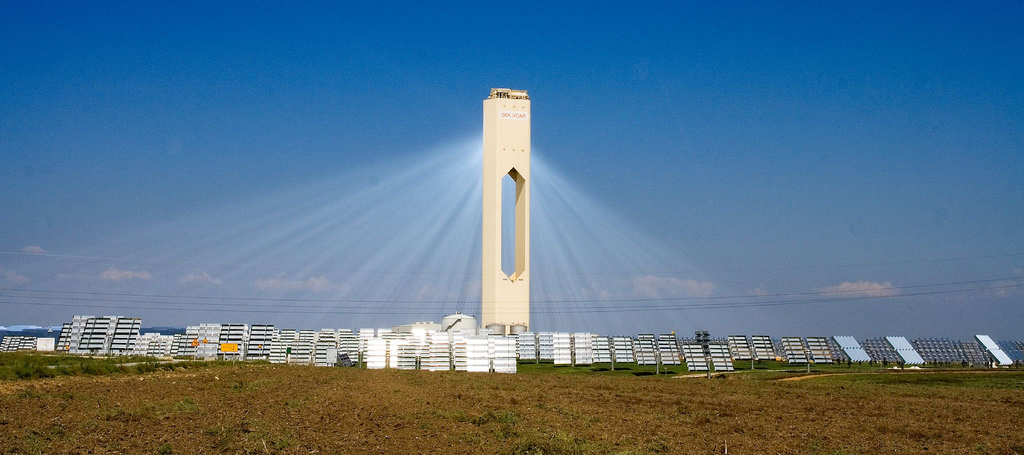
プランタ・ソラール10のsolar power tower。

プランタ・ソラール10の敷地面積は、約0.6 km2である

。
プランタ・ソラール10ではヘリオスタットと呼ばれる巨大な可動鏡を624個用いて

、solar power towerに太陽光を集中させ、それを熱源として発電を行っている。heliostatは、全てAbengoa Solar社製であり、それぞれのheliostatの反射面は120 m2の大きさである。heliostatで受けた太陽光を、高さ115 mのsolar power towerの頭頂部に向けて反射している。なお、solar power towerの設計と施行を行ったのは、Tecnical-Tecnicas Reunidas社である。このsolar power towerの頭頂部には、ALTAC社が設計して施行した40層から成るレシーバーが設置されており、ここでheliostatによって反射された太陽光を受けている。これによって、約50 atm、275 ℃の水蒸気を作り出すことが可能であり、そのエネルギー変換効率は約17％である

。
さらに、solar power towerの頭頂部には蒸気タービンも設置されており、発生させた水蒸気で蒸気タービンを回転させることによって発電を行っている

。
すなわち、汽力発電を行っているのである。出力は11 MWである

。
なお、プランタ・ソラール10で発電を行うことによって、年間60万トンの二酸化炭素を大気中へと放出しなくて済んでいると見積もられている

。

## 技術史的意義
プランタ・ソラール10は、2004年に建設が開始されて、2007年3月30日に商業運転が開始された

。
タワー式の太陽熱発電所としては、世界で初めて商業的に運用された。プランタ・ソラール10の運転成功で、より多くの蓄熱が可能な大規模な太陽熱発電所建造が可能であることが示唆された。そして実際に、同じくタワー式の太陽熱発電所としては、2009年に運転を開始したプランタ・ソラール20に引き続き、2014年にはアイバンパー太陽熱発電所が運転を開始するなどした。
また、プランタ・ソラール10の運転結果から、溶融塩を使うなどして太陽熱を蓄熱する部分の熱容量を増やすことで長時間にわたってロスの少ない運転ができるのではないか、といったことも考えられた。他に、相変化を起こす物質を利用することによって潜熱を利用した運転できる可能性も考えられこの場合、相変化を起こしている最中は温度が変化しないために、より安定した発電ができる可能性が考えられた。